# 宮川久一郎 (2代)
2代 宮川 久一郎（みやがわ / みやかわ きゅういちろう、1871年12月14日（明治4年11月3日） - 1949年（昭和24年）8月5日）は、大正から昭和時代前期の政治家、実業家、銀行家。貴族院多額納税者議員。旧姓・西谷、前名は徳助。

## 経歴
青森県津軽郡、のちの南津軽郡尾上村（尾上町を経て現平川市）で西谷嘉兵衛の四男として生まれる。1890年（明治23年）6月、弘前市松森町の先代久一郎の婿養子となり、養父の死去に伴い1917年（大正6年）家督を相続し2代久一郎を襲名。養家は呉服商および酒造業を営む。
養家の呉服部を担当し、1915年（大正4年）9月、土手町角に店舗を新築して松森町から移転した。1918年（大正7年）以降、弘前商業銀行、弘前宮川銀行各頭取、弘前農具、第五十九銀行各取締役、弘前商業会議所議員、弘前市会議員などを歴任した。
1921年（大正10年）青森県多額納税者として貴族院議員に互選され、同年12月21日から翌年10月7日まで在任した。
1923年（大正12年）「角は」本店と、蓬莱橋付近の義弟・宮川忠助経営の「角は」支店を合併して、一番町坂下に高層の店舗を新築して青森県初の百貨店「カクハ」（かくは宮川）を開店した。その経営は専務の義弟・忠助に委ねた。1933年（昭和8年）一家で東京に移り、百貨店の社長を義弟・忠助に譲った。

## 親族
- 養父：初代 宮川久一郎（「角は」呉服店創業者）[8]
- 妻：宮川たか（養父長女）[3]
- 義弟：宮川忠助（旧姓・平野、初代宮川久一郎二女やゑの夫で婿養子）[9][10]
- 長男の岳父:貴族院多額納税者議員 平山浪三郎